# С. С. Аурелија-Локалита Арчипретура (Витербо)
С. С. Аурелија-Локалита Арчипретура је насеље у Италији у округу Витербо, региону Лацио.
Према процени из 2011. у насељу је живело 51 становника. Насеље се налази на надморској висини од 40 м.